# Dendrocnide latifolia
Dendrocnide latifolia är en nässelväxtart som först beskrevs av Gaud., och fick sitt nu gällande namn av Chew. Dendrocnide latifolia ingår i släktet Dendrocnide och familjen nässelväxter. Inga underarter finns listade i Catalogue of Life.